# Знаменка (Карловский район)
Знаменка (укр. Знаменка, до 2016 г. — Червонознаменка) — село, Белуховский сельский совет, Карловский район, Полтавская область, Украина.
Код КОАТУУ — 5321680402. Население по переписи 2001 года составляло 36 человек.

## Географическое положение
Село Знаменка находится в 1,5 км от левого берега реки Орчик.
В 0,5 км расположено село Ольховатка.
По селу протекает пересыхающий ручей с запрудой.